# Catharinus Johannes Hasselman
Catharinus Johannes Hasselman (Herwijnen, 21 oktober 1861 – Wassenaar, 10 februari 1944) was een Nederlandse bestuursambtenaar. Na zijn ambtelijke loopbaan werd hij benoemd tot lid van de Raad van State.

## Leven en werk
Hasselman werd in 1861 in het Gelderse Herwijnen geboren als zoon van burgemeester Benjamin Richard Ponningh Hasselman en Gertrude Jeanne Marie Tijdeman (ook Tydeman). Na zijn HBS-opleiding volgde hij een vervolgopleiding aan de Koninklijke Academie voor de opleiding van Indische Bestuursambtenaren in Delft om zich voor te bereiden op een ambtelijke loopbaan in het toenmalige Nederlands-Indië. Zijn vader had er jarenlang als suikerrietplanter gewerkt. Hasselman vertrok in 1883 naar Indië en vervulde er meerdere ambtelijke functies. Hij leverde een belangrijk aandeel in de hervorming van het Binnenlandsch Bestuur op Java en Madoera. In 1905 werd hij benoemd tot inspecteur voor de Landelijke Inkomsten en Verplichte Diensten. Daarvoor had hij al onderzoek verricht naar de verplichte dessadiensten (onbetaalde arbeid die door dorpsbewoners verricht moest worden). In 1907 moest hij om gezondheidsredenen terugkeren naar Nederland. Zijn bemoeienissen met het te voeren beleid in Nederlands Indië stopte niet met zijn terugkeer. Hij vervulde diverse adviesfuncties met betrekking tot koloniale aangelegenheden. In 1914 publiceerde hij de resultaten van zijn onderzoek uit de jaren 1904/1905 naar de welvaart op Java en Madoera. In mei 1912 werd hij benoemd als lid van de Raad van State. Hij zou deze functie gedurende een periode van 28 jaar vervullen tot september 1940.
Hasselman trouwde op 16 april 1892 met zijn nicht van moederszijde Dorothea Gertrude Tijdeman. Hij overleed in februari 1944 te Wassenaar op 82-jarige leeftijd. Hij was Ridder in de Orde van de Nederlandse Leeuw en Grootofficier in de Orde van Oranje-Nassau.